# Noberto Pinheiro
Noberto Pinheiro (Ceará) é um banqueiro brasileiro. 
Radicado em São Paulo, é filho de Jaime Nogueira Pinheiro, conhecido por suas ligações com o mercado financeiro desde 1939, notadamente com o Banco Central do Nordeste, entre outras instituições financeiras.
Foi acionista do Banco BMC, Posteriormente, vendeu suas ações para seu irmão Jaime Nogueira Pinheiro Filho.
Em maio de 1997, fundou o Banco Pine, voltado para produtos para corporate bank, e do qual Pinheiro tornou-se único acionista controlador, desde 2005. Em 2007, conduziu a abertura de capital do banco e, desde 2016, é presidente do seu  Conselho de Administração e tem direcionado as estratégias do banco para a continuidade e consolidação das suas bases de atuação e para a instalação do banco digital de investimentos e banco digital pessoa jurídica. O  Banco Pine atua fortemente nos setores imobiliário e de construção civil, metalurgia, açúcar e etanol, energia, agronegócio,  telecomunicações, transporte e logística.